# Слядкув-Малий
Слядкув-Малий (пол. Śladków Mały) — село в Польщі, у гміні Хмельник Келецького повіту Свентокшиського воєводства.
Населення — 546 осіб (2011).
У 1975-1998 роках село належало до Келецького воєводства.

## Демографія
Демографічна структура на день 31 березня 2011 року:
|          | Загалом | Допрацездатний вік | Працездатний вік | Постпрацездатний вік |
| -------- | ------- | ------------------ | ---------------- | -------------------- |
| Чоловіки | 271     | 58                 | 191              | 22                   |
| Жінки    | 275     | 67                 | 160              | 48                   |
| Разом    | 546     | 125                | 351              | 70                   |